# Бикур-холим

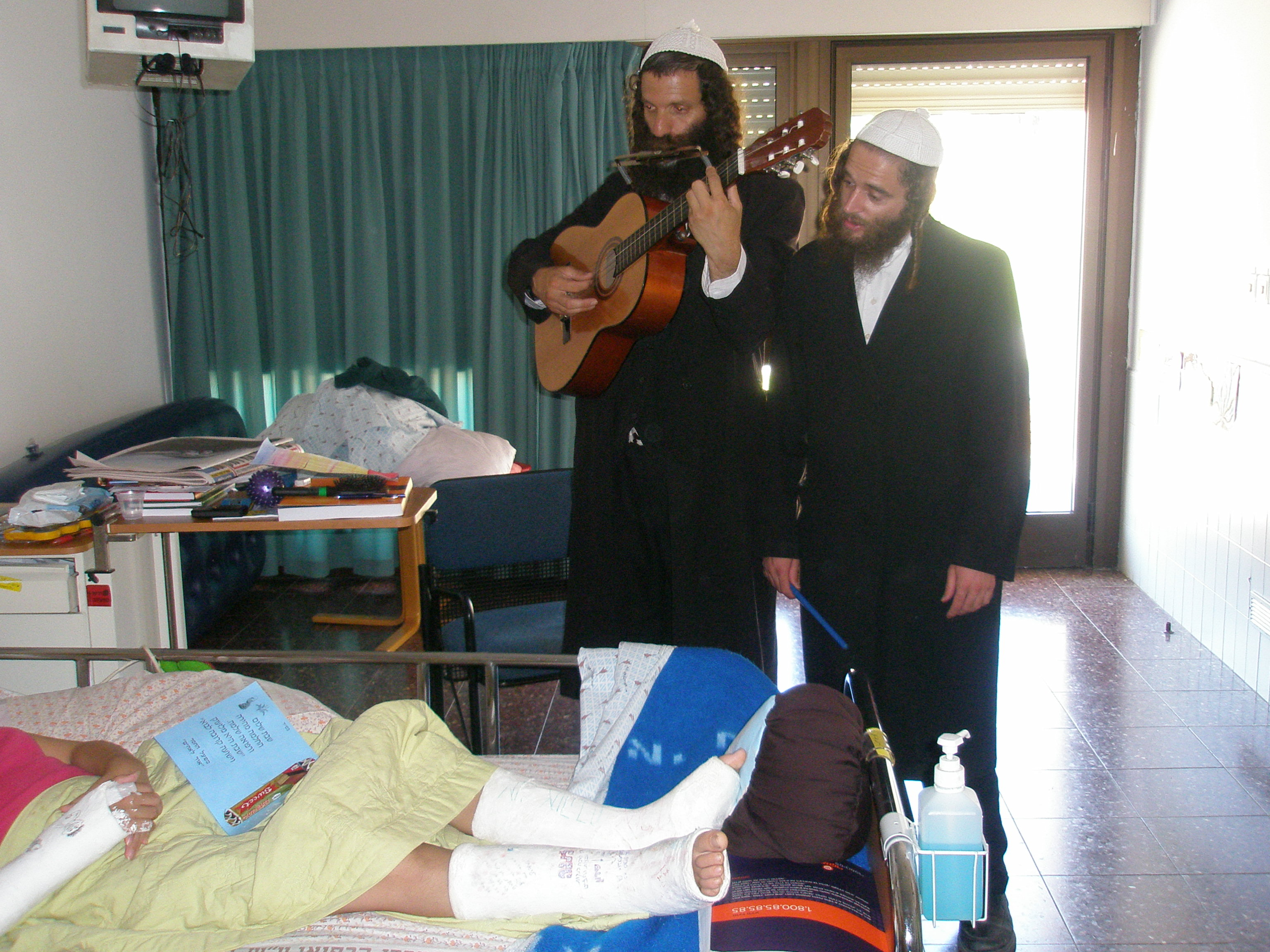
Брацлавские хасиды навещают больного в госпитале

Бикур-холим (от ивр. ביקור חולים‎) — посещение больных с целью ободрения, оказания помощи и облегчения страданий.

## Религия
Рассматривается в ортодоксальном иудаизме как религиозное предписание, благое дело, «плодами которого человек наслаждается в сём мире, а основное воздаяние получит в мире грядущем». Больных неевреев следует навещать так же, как и больных евреев.
Посещения должны происходить не слишком рано утром и не слишком поздно вечером. В XII веке Иехуда бен Шмуэль хе-Хасид заявлял: «Даже великий должен навещать убогого. Если бедный и богатый заболевают одновременно, и многие навещают богатого, чтобы засвидетельствовать ему свое почтение, ты пойди к бедному, даже если богатый к тому же является учёным».

## Этика
Родственникам и близким друзьям вменяется в обязанность навещать больного сразу же, как он заболел; другим предписывается навещать его по истечении первых трёх дней болезни. Навещающий больного «устраняет шестидесятую долю его болезни». Предписывается помогать больному и заботиться о его материальных нуждах. Посетитель должен понимать, что больному важно осознание, что он не покинут и не одинок на время болезни. Важным аспектом посещения являлась молитва о выздоровлении, которую посетитель должен читать у постели больного. Желательно навещать больного регулярно, но не утомлять его слишком частыми посещениями. Забота о больных является религиозным долгом не только каждого еврея в отдельности, но и всей общины в целом. С целью ухода за больными общины содержали врачей. Многочисленные постановления, молитвы и исторические описания свидетельствуют об особой заботе о больных, проявлявшейся еврейскими общинами в Средние века во время чумы и других эпидемий.

## В мире
Позднее были основаны особые общества для ухода за больными, например, в Перпиньяне общество бикур-холим существовало уже в 1380 году. Общества бикур-холим создавали изгнанники из Испании в Италии. В ЮАР в 1880–1910 годах первоначально преобладали благотворительные общества, которые часто выполняли функции похоронных братств, а также содержали сиротские приюты и дома престарелых, и обеспечивали уход за больными.
Женские общества, членам которых вменялось в обязанность исполнять функции сиделок, навещать больных или рожениц, ухаживать за ними и читать молитвы, были созданы во многих еврейских общинах. Кроме того, члены этих обществ шили саваны для покойников и совершали ритуальное омовение умерших женщин. Зажиточные больные обычно оставались во время болезни дома, но бедных помещали в общинный дом для больных и неимущих, так называемый хекдеш. К концу XVIII века в Бреслау, Вене и Амстердаме были основаны первые еврейские больницы, благоустроенные на уровне лучших европейских больниц своего времени.